# Aspidistra longipetala
Aspidistra longipetala är en sparrisväxtart som beskrevs av S.Z.Huang. Aspidistra longipetala ingår i släktet Aspidistra och familjen sparrisväxter. Inga underarter finns listade i Catalogue of Life.